# 젠다성의 포로
젠다성의 포로(영어: The Prisoner of Zenda)는 앤서니 호프의 1894년 모험 소설이다. 속편인 'Rupert of Hentzau'는 1898년에 출판되었으며 젠다성의 포로의 일부 버전에 포함되어 있다.

## 같이 보기
- 철가면